# Lara Davidovic
Pour les articles homonymes, voir Davidović.
Lara Davidovic, née le 13 décembre 1997, est une joueuse internationale française de volley-ball évoluant au poste de pointue.
Lors de la saison 2016-2017, elle remporte le Championnat de France avec l'ASPTT Mulhouse.

## Biographie

### Carrière
Lara Davidovic est originaire du Beaujolais où ses parents, anciens internationaux yougoslaves — de handball pour son père, devenu ensuite entraîneur de club en France, de volley-ball pour sa mère —, ont migrés en 1992. Après s’être essayée au sport paternel, elle opte finalement pour le volley-ball, qu'elle commence à pratiquer à l’âge de 10 ans à l’ASPTT Mulhouse, en 2007,.
Une grave blessure au genou gauche — rupture du ligament croisé antérieur — survenue lors d'une rencontre face à Israël, qualificative au Championnat d'Europe 2021, l'a prive d'une participation au tournoi avec l'équipe de France et l'a tient éloignée des parquets durant une période évaluée entre six et sept mois au minimum.

### Équipe nationale française
Avec la sélection des moins de 18 ans, elle participe au Championnat d'Europe en 2013, conclut à la 11e place.

## Clubs
- ASPTT Mulhouse (2013–2018)
- SF Paris St-Cloud (2018–2019)
- Saint-Raphaël Var (2019–2021)
- LB Aix-la-Chapelle (2022–2024)
- Volley Millenium Brescia (it) (2024–)

## Palmarès

### En sélection nationale
Néant

### En club
- Championnat de France (1) :
  - Vainqueur en 2017.

- Supercoupe de France (1) :
  - Vainqueur en 2017.
  - Finaliste en 2019.